# Porchetus
Porchetus Salvagus (Genova, ... – 1315 circa) è stato un teologo e monaco certosino italiano.
Porchetto Salvago è noto per un'opera polemica contro gli ebrei, la Victoria Porcheti adversos impios Hebraeos, scritta verso il 1303. Una importante fonte della Victoria è il Pugio fidei del domenicano Raimondo Martí.
Il titolo, analogo all'anonimo pamphlet ebraico anticristiano Sefer Nizzahon (= "Libro della vittoria"), inserisce l'opera nelle polemiche fra dotti ebrei e cristiani iniziate dopo il Processo di Parigi e destinate a durare per secoli.
La Victoria Porcheti venne stampata nel 1520 ed una copia entrò a far parte della biblioteca di Martin Lutero. Le annotazioni di suo pugno mostrano che essa influenzò il pamphlet antigiudaico di Lutero Vom Shem Hamphoras und vom Geschlecht Christi (1543).

## Varianti del nome
Le varianti del suo nome sono numerose: Salvagus, Salvagus Porchetus o Porchetus Salvagus, Porchetus de Salvaticis, Salvaticus, de Salvaticis, Victor Porchetto de' Salvatici, Porchetto de Salvatici, Porcheus de Salva ignis, Portheus, ecc.
I "Salvago" sono una delle più importanti famiglie genovesi.